# Миша-Самуил
Ми́ша-Самуи́л (настоящее имя Михаил Васильевич Лазарев; 1848—23 февраля [8 марта] 1907) — переславский юродивый, почитается в православии как блаженный Михаил Переславский, местночтимый святой Ярославской епархии.

## Биография и чудеса святого
Михаил Васильевич Лазарев родился в семье крестьянина села Ям, находящегося близ Переславля. С детства Миша являлся юродивым. В восемь лет был изгнан из родного села.
Мишу приютил в своей келье иеромонах Никольского монастыря Самуил, который стал духовным отцом мальчика. После смерти Самуила Мише было добавлено имя Самуил в его честь.
Всю жизнь провёл, скитаясь по городу Переславлю и его окрестностям. Часто посещал Троицкую слободку, где любил бывать в доме безногого крестьянина Симеона Вуколова (ныне дом 21).
Некоторые почитающие его горожане обращались к Мише за советом. Миша занимался предсказаниями.
Все деньги, которые жертвовали Мише, он приносил в дар Богу или раздавал нищим. Большую часть денег он клал в кружку у церкви святого князя Андрея, в часовню преподобного Даниила, в соборную кружку, в Сергиевскую, в Троицко-Слободскую и в Никитскую часовню.
В феврале 1907 года Миша заболел. В последние дни жизни его досматривали монахини из Никольского монастыря. Скончался 23 февраля (8 марта) 1907 года в три часа пополудни в Троицкой слободе. Погребён 25 февраля по правую сторону от алтаря Троицкого храма.

## Почитание Миши-Самуила
Во время празднования 300-летия Дома Романовых императорская семья отправилась в поездку по России. 23 мая 1913 года император Николай II с четырьми дочерьми приезжал на автомобилях в Переславль-Залесский. Возвращаясь в Петровск, он остановился около храма Троицкой слободы и передал церкви икону Нерукотворённого Спаса в полированном киоте. По его просьбе на могиле Миши-Самуила была отслужена панихида.
Память Миши-Самуила отмечается 23 февраля по старому стилю, 8 марта по новому (7 марта в високосные годы).
В 2000 году была написана икона блаженного, составлены кондак и тропарь, в 2002 году акафист. С 2004 года Миша-Самуил почитается как угодник Божий в Ярославской епархии.

Тропарь, глас 4. Земли переславския прозябение, Христа ради юродство приял еси, тягость зноя летняго понесл еси и мразы зимния терпя, и вся красная мира сего возненавидев, в посте и молитве пребывая, в притворе церковнем, ты бо в целомудрии и чистоте, блаженне Михаиле, жительствовал, не осквернив плоти, наставляем отцем духовным Самуилом, и по смерти источаеши бо велия чудеса иже с верою притекающим ко святому гробу твоему, моли Христа Бога избавитися нам от всякаго зла покаянием.

Кондак, глас 2. Нищету Христову возлюбив, вышняя красоты желая, нестяжанием суетного мира ангельское житие проходя, скончався, Михаиле блаженне, не забуди град, в немже обита, и моли Всемилостиваго Бога спасти души наша.